# 高橋幸子 (教育者)
高橋幸子（たかはし さちこ、1944年 - ）は、日本の教育評論家、エッセイスト。元みみずの学校主宰。同志社大学文学部社会学科新聞学専攻卒業。

## 概要
中学校教員、学習塾経営を経て、1980年代に団地の母親たちとの井戸端会議から、オルタナティブな学びの場としての「みみずの学校」を京都市伏見区の団地の一室で始める。不登校の子どもたちの居場所としてのフリースペースが話題になるよりも前の時期で、これは普通に学校に通っている子どもたちが対象で、放課後、週末の時間外のインフォーマルな環境で、伝承的な遊びや食の文化や世界や世間についての視点の転回を迫るような学び体験の場であった。活動は、各テレビ局のニュースなどでも報道された。日本のオルタナティブ教育の先駆者である。
月謝は「校費」、教室は「興室」、講師は「興師」、校長は「校腸」と称した。雑誌「思想の科学」でその活動の報告が掲載されてから、全国的に学びのあり方の考え直しの範として知られるようになる。誰でも気楽に自宅を開放して、そのまま学びの場が創れるということを実証して見せた。
その後、みみずの学校を閉校してからは、京都・市民・オンブズパーソン共同代表、「子供の未来を考える会」のメンバー 、特定非営利活動法人「市民環境研究所」理事などを務めている。1991年春には、市民からの声を受け、満を持して京都市議会議員選挙に無所属で出馬したが、当選には至らなかった。その後、京都市を離れ、滋賀県大津市の琵琶湖畔在住。月刊「京都tomorrow」編集部時代にNTTタウン誌大賞を受賞していた。
日本を代表する教育評論家、社会運動家としても知られている。エッセイストとして、数々の著書を残す。月刊「はなかみ通信」の初代編集長も務めていた。「たくさんのふしぎ」（福音館書店）巻末の「ふしぎ新聞」に30年もの間、連載を持つ。

## 著書
- 『みみずの学校』思想の科学社　1984年
- 『みみずの井戸端会議』思想の科学社　1985年
- 『みみずのこども』思想の科学社　1988年
- 『まま父物語』思想の科学社　1996年
- 『10才のとき』福音館書店　1991年
- 『自分発見の力を育てる』明治図書　1991年
- 『教育で想像力を殺すな』明治図書　1991年（鶴見俊輔との共著）
- 『子どものギモンに答える本　急に聞かれても困らない！　お母さんのてびき』 PHP研究所 2012年